# Ethernet sobre SDH/SONET
Ethernet sobre SDH (EoS o EoSDH) o Ethernet sobre SONET se refiere a un conjunto de protocolos que permiten transmitir tráfico Ethernet sobre redes de jerarquía digital síncrona (SDH, Synchronous Digital Hierarchy en inglés) de forma eficiente y flexible. Las mismas funcionalidades están disponibles en SONET (estándar usado predominantemente en América del Norte).
Las tramas Ethernet que son transmitidas sobre el enlace SDH lo hacen a través de un bloque de encapsulamiento GFP (Generic Framing Procedure en inglés) para crear un flujo síncrono de datos a partir de los paquetes asíncronos Ethernet. El flujo síncrono de datos encapsulados pasa a través de un bloque mapeado el cual utiliza normalmente la concatenación virtual (VCAT) para dirigir el flujo de bits en una o más rutas SDH. Debido a que SDH utiliza el mecanismo de intercalamiento de bytes para el armado de la trama, EoS proporciona un mejor nivel de seguridad en comparación con otros mecanismos de transporte Ethernet.
Después de recorrer las rutas SDH, el tráfico es procesado en sentido inverso: el procesamiento de concatenación virtual extrae la secuencia original de bytes síncronos, seguido de una desencapsulación para convertir el flujo de datos síncronos en una secuencia asíncrona de tramas Ethernet.

## Grupo de Concatenación Virtual
Las rutas SDH pueden contener contenedores VC-4, VC-3, VC-12 o VC-11. Para formar un Grupo de Concatenación Virtual, se pueden emplear hasta 64 contenedores VC-11/VC-12, o 256 contenedores VC-3/VC-4. Los contenedores dentro de un grupo son referidos como "miembros". Un grupo virtualmente concatenado VCG (Virtually Concatenated Group) es referido por la notación <TipoDeContenedor> - <X>V, donde <TipoDeContenedor> es VC-4, VC-3, VC-12 o VC-11, y X es el número de miembros en el grupo.
- 10-Mbit/s usualmente es transportado con un VC-12-5v, permitiendo el total uso del ancho de banda para todos los tamaños de paquetes.

- 100-Mbit/s usualmente es transportado con un VC-3-2v, permitiendo el uso total del ancho de banda para paquetes pequeños (<250 bytes) y el control de flujo Ethernet restringe la tasa de tráfico para paquetes más grandes.

- 1000-Mbit/s (o 1-GigaE) es usualmente transportado en un VC-3-21v o un VC-4-7v, permitiendo el total uso del ancho de banda para todos los tamaños de paquetes.

La capacidad de ancho de banda es mostrada en la siguiente tabla:
| Contenedor (SDH) | Contenedor (SONET) | Tipo       | Capacidad de tráfico (Mbit/s) |
| ---------------- | ------------------ | ---------- | ----------------------------- |
| VC-11-Xv         | VT-1.5-Xv SPE      | Bajo Orden | X x 1.600 (X = 1 to 64)       |
| VC-12-Xv         | VT-2-Xv SPE        | Bajo Orden | X x 2.176 (X = 1 to 64)       |
| VC-3-Xv          | -                  | Bajo Orden | X x 48.384 (X = 1 to 256)     |
| VC-3-Xv          | STS-1-Xv SPE       | Alto Orden | X x 48.384 (X = 1 to 256)     |
| VC-4-Xv          | STS-3c-Xv SPE      | Alto Orden | X x 149.76 (X = 1 to 256)     |

EoS descarta los paquetes inactivos (idle) antes de encapsular la trama Ethernet con GFP, siendo recreado en el otro extremo durante la desencapsulación. Por ello, EoS proporciona un mejor rendimiento en comparación con el transporte Ethernet nativo.
Un protocolo adicional, denominado LCAS permite a los dos extremos de la ruta SDH negociar cuales rutas están trabajando y pueden transportar tráfico frente a las que no deben ser utilizadas.
- Datos: Q1118613